# Ornixola caudulatella
Ornixola caudulatella là một loài bướm đêm thuộc họ Gracillariidae. Nó được tìm thấy ở Pháp, Ý, Đức, Áo, Ba Lan, Hungary, Slovakia, Cộng hòa Séc, România, Hy Lạp, Litva, Latvia, Estonia, Nga và Ukraina.
Có hai lứa trưởng thành một năm con trưởng thành bay từ tháng 5 đến tháng 6 và again từ tháng 7 đến tháng 8 in Hungary.
Ấu trùng ăn Salix species, bao gồm Salix caprea và Salix acutifolia.